# نهر فيشيرا
فيشيرا ( (بالروسية: Вишера)‏، أيضاً Вышера - Vyshera }) هو نهر يقع في جمهورية كومي في روسيا، وهو أحد الروافد اليمنى لنهر فيشيغدا. يبلغ طوله 247 كيلومتر (153 ميل)، ويغطي حوض تصريفه مساحة 8,780 كيلومتر مربع (3,390 ميل2). يتجمّد نهر فيشيرا في شهر نوفمبر ويبقى كذلك حتى أبريل.